# Megophryidae
Megophryidae is een familie van kikkers (Anura). De groep werd voor het eerst wetenschappelijk beschreven door Karel Lucien Bonaparte in 1850. Oorspronkelijk werd de wetenschappelijke naam Megalophreidina gebruikt.
Er is nog geen eenduidige Nederlandse naam voor deze familie, die soms wel Aziatische kikkers wordt genoemd naar het verspreidingsgebied. Alle soorten komen voor in grote delen van Azië. Een andere benaming voor soorten uit een aantal geslachten waaronder Megophrys is hoornkikkers maar deze naam staat ook voor een ander kikkergeslacht, de Zuid-Amerikaanse hoornkikkers (Ceratophrys) uit de familie Ceratophryidae.
Er zijn ongeveer 200 soorten in tien geslachten. Alle soorten uit deze familie kennen een goede camouflage; vaak lijkt het lichaam op een dood blad door de donkerbruine kleuren maar daarnaast zijn vaak huidflappen aanwezig boven de ogen of op de neus die de lichaamscontouren breken zodat het dier nog minder opvalt. 

## Taxonomie
Familie Megophryidae
- Onderfamilie Leptobrachiinae
  - Geslacht Leptobrachella
  - Geslacht Leptobrachium
  - Geslacht Oreolalax
  - Geslacht Scutiger
- Onderfamilie Megophryinae
  - Geslacht Atympanophrys
  - Geslacht Boulenophrys
  - Geslacht Brachytarsophrys
  - Geslacht Megophrys
  - Geslacht Ophryophryne
  - Geslacht Panophrys
  - Geslacht Pelobatrachus
  - Geslacht Xenophrys

Incertae sedis
- "Megophrys" dringi
- "Megophrys" feii

Allophrynidae · 
Alsodidae · 
Alytidae · 
Aromobatidae · 
Arthroleptidae · 
Myobatrachidae · 
Batrachylidae · 
Blaasoppies · 
Bombinatoridae · 
Boomkikkers · 
Brachycephalidae · 
Calyptocephalellidae · 
Ceratobatrachidae · 
Ceratophryidae · 
Conrauidae · 
Craugastoridae · 
Cycloramphidae · 
Dicroglossidae · 
Echte kikkers · 
Eleutherodactylidae · 
Fluitkikkers · 
Glaskikkers · 
Gouden kikkers · 
Graafkikkers · 
Hemiphractidae · 
Hylodidae · 
Knoflookpadden · 
Limnodynastidae · 
Megophryidae · 
Mexicaanse gravende padden · 
Micrixalidae · 
Microhylidae · 
Nasikabatrachidae · 
Nieuw-Zeelandse oerkikkers · 
Nyctibatrachidae · 
Odontobatrachidae · 
Odontophrynidae · 
Padden · 
Pelodytidae · 
Petropedetidae · 
Phrynobatrachidae · 
Pijlgifkikkers · 
Ptychadenidae · 
Pyxicephalidae · 
Ranixalidae · 
Rhinodermatidae · 
Rietkikkers · 
Scaphiopodidae · 
Schuimnestboomkikkers · 
Seychellenkikkers · 
Spookkikkers · 
Staartkikkers · 
Telmatobiidae · 
Tongloze kikkers